# إرنشت كومر
ولد إرنشت كومر في التاسع والعشرين من يناير عام 1810 و توفي في الرابع عشر من مايو عام 1893. هو عالم رياضيات ألماني. نظرا لمؤهلاته في الرياضيات التطبيقية، أنيطت له مهمة تدريب ضباط في الجيش الألماني في مجال الباليستيك. و لقد أثر كثيرا في مسار ليوبلد كرونكر المهني.

## روابط خارجية
- إرنشت كومر على موقع الموسوعة البريطانية (الإنجليزية)